# 飞羽木属
飞羽木属（學名：Fallugia）是开花植物的一个单型属，包含单一物种飞羽木（Fallugia paradoxa，俗称和 ）。这种植物原产于美国西南部和墨西哥北部，生长在荒漠和干燥疏灌丛等干旱生境中。

## 描述
飞羽木是一种高度不超过两米的直立灌木。它的树枝细而多，上有浅灰色或白色剥落的树皮。每片叶子长约一厘米，深裂，边缘下卷。叶子的上表面绿色，有毛；下表面颜色较暗，有鳞片。
新花呈玫瑰状，花瓣圆形，白色，中心布满细、长而多的雄蕊和雌蕊。白色花瓣脱落后，花的子房仍然存在，留下许多羽毛状的淡紫色花柱，每个花柱长3至5厘米。开花后，植物可能会被这些深粉色卷曲的羽毛状花柱覆盖。每个花柱都附在一个发育中的果实（一个小胞果）上。当风遇到花柱并将它们吹走时，果实就会散开。見於拉丁美洲的马蜂属物種Polistes instabilis即以飞羽木的花蜜为食。

## 用途
飞羽木被认为对控制其生长地区的沙漠化很有价值。